# Diário Carioca
Diario Carioca était un périodique brésilien, fondé à Rio de Janeiro le 17 juillet 1928 par José Eduardo Macedo Soares et publié jusqu'en décembre 1965.

## Histoire
Il était situé au numéro 25 de l'Avenue Rio Branco, au centre de Rio de Janeiro.
Au milieu de l'année 1948, la rédaction du journal a quitté le bâtiment qu'elle occupait au 77 Praça Tiradentes pour s'installer dans l'immeuble moderne de l'Avenida Presidente Vargas. Peu après, le journal a quitté cet emplacement pour faire place à Ultima Hora et s'est installé dans une maison de ville à l'angle de l'Avenue Rio Branco et de la Rua de São Bento.

## Positions politiques et éditoriales
Le Diario Carioca a été fondé en 1928 pour s'opposer au gouvernement du président Washington Luís et se voulait un organe de lutte anticipant la révolution de Révolution de 1930. Le premier numéro du journal aurait dû paraître le 5 juillet, pour commémorer le sixième anniversaire du soulèvement des 18 du fort de Copacabana.
Le Diario Carioca a soutenu avec enthousiasme Getúlio Vargas et les révolutionnaires de 1930, mais il a perdu ses illusions au cours des premiers mois du gouvernement provisoire et a commencé à plaider en faveur de la constitutionnalisation du pays.